# 64e breedtegraad zuid
De 64e breedtegraad zuid is een denkbeeldige cirkel op de Aarde op 64 graden ten zuiden van de evenaar en op 26 graden ten noorden van de zuidpool.
Op deze breedtegraad ligt zeer weinig land. De breedtegraad  passeert vanaf de nulmeridiaan van west naar oost achtereenvolgens de Atlantische, de Indische en de Grote Oceaan om vervolgens het noordelijkste puntje van het Antarctisch Schiereiland en het voor de kust gelegen Liège Island te schampen.